# Oxyopes tenellus
Oxyopes tenellus är en spindelart som beskrevs av Song 1991. Oxyopes tenellus ingår i släktet Oxyopes och familjen lospindlar. Inga underarter finns listade i Catalogue of Life.